# Пуљијано (Казерта)
Пуљијано је насеље у Италији у округу Казерта, региону Кампанија.
Према процени из 2011. у насељу је живело 488 становника. Насеље се налази на надморској висини од 146 м.